# Fort van Sjako

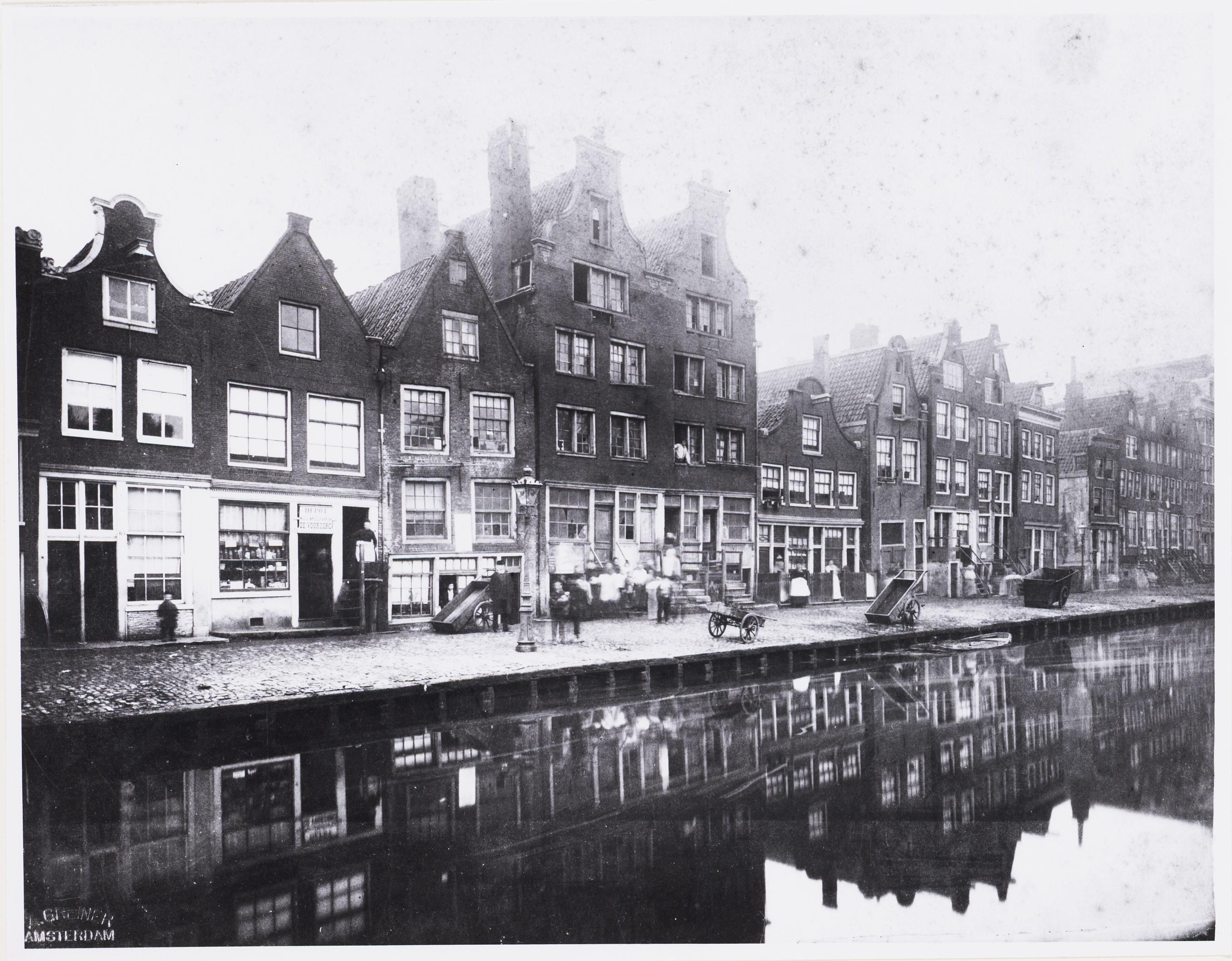
Fort van Sjako in 1884

Het Fort van Sjako is een in 1886 gesloopte huurkazerne in Amsterdam.
In zijn in 1901 gepubliceerde boek "Toen ik nog jong was" heeft Justus van Maurik jr. in zijn verhalen over Jacob Frederik Muller de mythe van een ontoegankelijk en onoverzichtelijk rovershol in de Amsterdamse Jordaan, een "dievenrepubliek" en vrijplaats waar justitie niet op kon treden, geschapen. Het Fort van Sjako wordt in de verhalen gesitueerd aan de Amsterdamse Elandsgracht. Van Maurik beriep zich in zijn verhaal op wat hem zou zijn verteld "door een man op straat die het van zijn grootvader had gehoord die het op zijn beurt weer van zijn vader wist". Er blijkt na onderzoek niets van te kloppen.
Dit zogenaamde "fort", is een aanduiding voor een groep huizen in gangen achter een aantal panden op de Elandsgracht. In 1886 zijn ze gesloopt. 

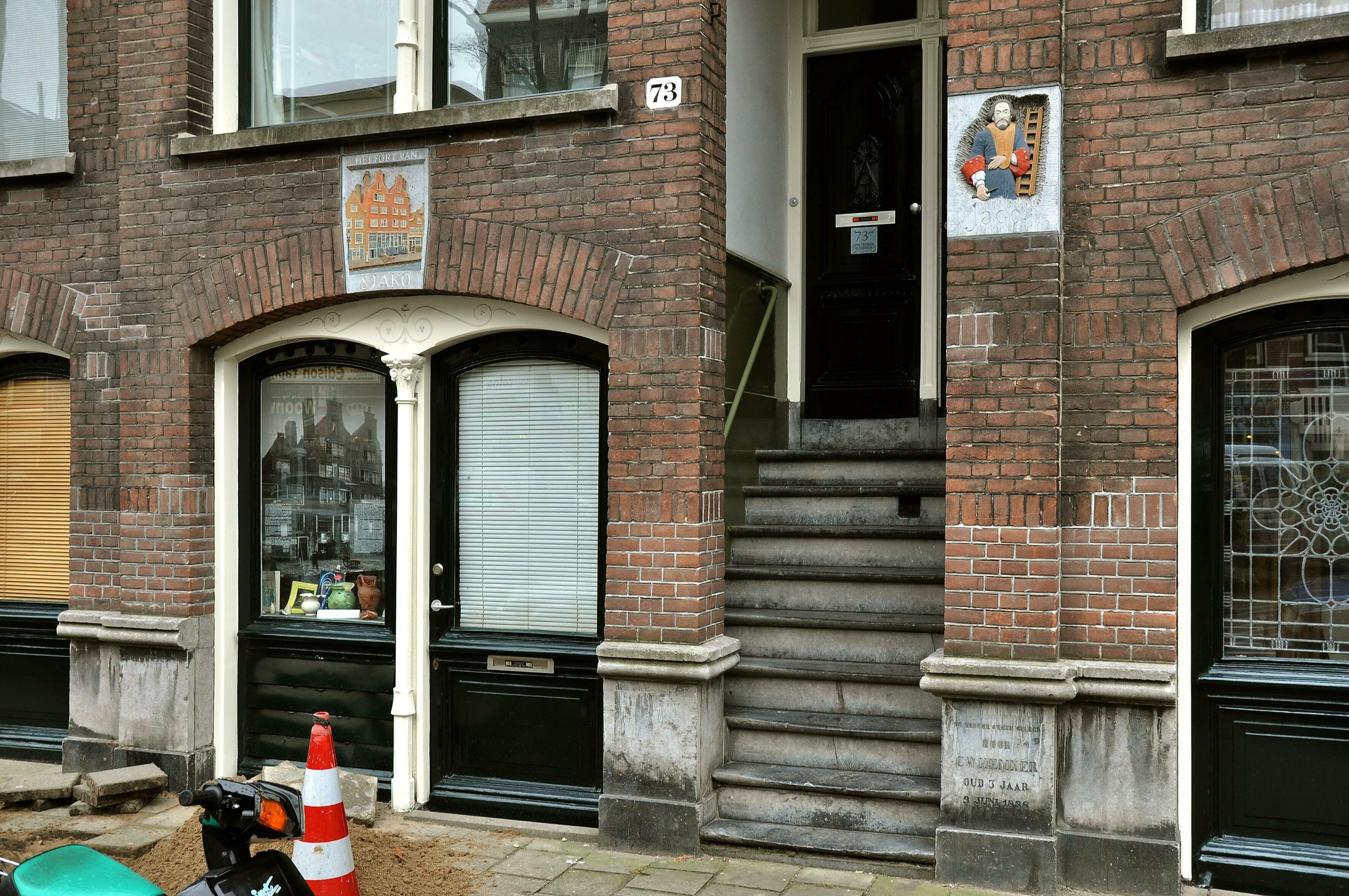
Gevelsteen (links)

Een gevelsteen in de huizen 71-77 herinnert aan de mythe. In de 19e eeuw zijn dergelijke forten enige malen beschreven, onder andere door Helene Mercier en aan haar beschrijving is ook die van het Fort van Sjako ontleend.
De naam "Fort van Sjakoo" wordt nu gedragen door een boekhandel in de Jodenbreestraat.